# USS Maury (DD-100)
USS Maury (DD-100) là một tàu khu trục thuộc lớp Wickes của Hải quân Hoa Kỳ trong giai đoạn Chiến tranh Thế giới thứ nhất. Nó là chiếc tàu chiến đầu tiên của Hải quân Hoa Kỳ được đặt tên theo Trung tá Hải quân Matthew Fontaine Maury (1806-1873).

## Thiết kế và chế tạo
Maury được đặt lườn vào ngày 4 tháng 5 năm 1918 tại xưởng tàu Fore River của hãng Bethlehem Shipbuilding Corporation ở Quincy, Massachusetts. Nó được hạ thủy vào ngày 4 tháng 7 năm 1918, được đỡ đầu bởi Cô Anna Hamlin, và được đưa ra hoạt động vào ngày 23 tháng 9 năm 1918 dưới quyền chỉ huy của Hạm trưởng, Thiếu tá Hải quân John H. Newton.

## Lịch sử hoạt động
Sau khi hoàn tất việc chạy thử máy dọc theo bờ Đông Hoa Kỳ, Maury rời thành phố New York vào ngày 12 tháng 11 năm 1918 hộ tống một đoàn tàu vận tải đi sang Pháp. Được cho tách ra tại quần đảo Azores, nó tiếp tục hướng đến Gibralta, đến nơi vào ngày 26 tháng 11. Chiếc tàu khu trục tuần tra tại khu vực Tây Địa Trung Hải cho đến khi được lệnh trình diện để hoạt động cùng phân đội Adriatic ở Venice vào ngày 18 tháng 2 năm 1919. Trong năm tháng tiếp theo, dưới quyền chỉ huy của Chuẩn đô đốc Albert Niblack và sau đó là Chuẩn đô đốc Adolphus Andrews, nó tham gia nhiều hoạt động khác nhau tại vùng biển đầy bất ổn của đất nước Nam Tư vừa mới thành lập, tháo dỡ mìn vốn là mối đe dọa nguy hiểm cho tàu bè, phân phối thực phẩm đến vùng Balkan đang chịu nạn đói cũng như cho số người tị nạn ngày càng gia tăng.
Maury quay trở về New York vào ngày 25 tháng 7. Ba tháng sau, nó khởi hành đi Philadelphia, nơi nó được đại tu cho đến ngày 24 tháng 4 năm 1920. Đến ngày 17 tháng 7, nó được xếp lại lớp với ký hiệu lườn DM-5 trong vai trò một tàu rải mìn hạng nhẹ, và sau một lượt tái trang bị kéo dài tại Philadelphia, nó trình diện để hoạt động cùng Hải đội Rải mìn 1 đặt căn cứ tại Gloucester, Massachusetts vào ngày 23 tháng 7 năm 1921. Trong bảy năm tiếp theo, nó tuần tra tại vùng biển bờ Đông, được bố trí cùng hạm đội trong các đợt cơ động tập trận vào mùa Đông vốn đưa nó đến vùng biển Caribe. Chỉ riêng trong năm 1925, cuộc cơ động tập trận được tổ chức tại khu vực Thái Bình Dương, bao gồm việc thực tập bảo vệ, tấn công và chiếm giữ một khu vực neo đậu không được tăng cường phòng thủ gần lãnh thổ đối phương, và tiếp nhiên liệu ngoài biển.
Sau một lượt bố trí mùa Đông đến vùng biển Cuba vào năm 1929, Maury trải qua mùa Hè tại vùng vịnh Mexico, và đến tháng 9 thì quay về vùng bờ Đông. Vào ngày 30 tháng 9, nó thả neo tại Philadelphia, nơi nó được cho xuất biên chế vào ngày 19 tháng 3 năm 1930. Được rút khỏi danh sách Đăng bạ Hải quân vào ngày 22 tháng 10, nó bị bán cho hãng Boston Iron & Metal Company ở Baltimore, Maryland vào ngày 17 tháng 1 năm 1931, và bị tháo dỡ vào ngày 1 tháng 5 năm 1934.